# Agnez-lès-Duisans
Agnez-lès-Duisans è un comune francese di 717 abitanti situato nel dipartimento del Passo di Calais nella regione dell'Alta Francia.
Il territorio comunale è bagnato dalle acque del fiume Gy.

## Società

### Evoluzione demografica
Abitanti censiti